# Nanorana liebigii
Nanorana liebigii es una especie de anfibio anuro de la familia Dicroglossidae. Se encuentra en Bután, China, India y Nepal.  